# L'Œil du maître (film)
Pour plus de détails, voir Fiche technique et Distribution.
L'Œil du maître est un film français réalisé par Stéphane Kurc, sorti en 1980.

## Fiche technique
- Titre : L'Œil du maître
- Réalisation : Stéphane Kurc
- Assistant réalisateur : Michel Sibra et Jacques Navarro-Rovira
- Scénario et dialogues : Pierre Geller, Stéphane Kurc et Michel Filhol
- Photographie : Georges Campana
- Musique : Pierre Jansen
- Montage : Monique Prim
- Son : Philippe Lemenuel
- Décors : Bruno Beaugé
- Pays d'origine :  France
- Format :
- Genre : Comédie dramatique
- Durée : 95 minutes
- Sortie : 22 février 1980

## Distribution
- Patrick Chesnais : Marc Dumas
- Olivier Granier : François Lombardi
- Dominique Laffin : Hélène
- Marina Vlady : Isabelle de Brabant
- Michel Aumont : Ferrazi
- Jean-Claude Brialy : Cazeau
- Daniel Gélin : Samuel
- Pierre Tornade : le parachutiste
- Henri Serre : Jacques de Brabant
- Jean-Michel Dupuis : Bernard
- Michel Ruhl : le capitaine
- Marcel Cuvelier : Marchand, le député
- Maurice Vallier : Garel, le préfet
- Mohamed Abaid : Ali
- Pierre Londiche : le haut fonctionnaire
- Pierre Maguelon : le patron de café
- Jean-Paul Muel : Thomas
- Katia Tchenko : la speakerine